# کام‌استوک نورت‌وست (میشگان)
کام‌استوک نورت‌وست (به انگلیسی: Comstock Northwest) یک منطقهٔ مسکونی در ایالات متحده آمریکا است که در شهرستان کالامازو، میشیگان واقع شده‌است. کام‌استوک نورت‌وست ۸٫۳ کیلومتر مربع مساحت و ۴٬۴۷۲ نفر جمعیت دارد.